# Miro Gavran

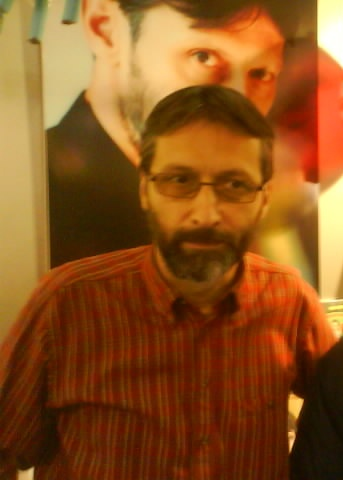
Miro Gavran

Miro Gavran (* 3. květen 1961, Gornja Trnava) je chorvatský dramatik a spisovatel. Žije v Záhřebu. Jeho díla byla přeložena do více než třiceti jazyků. Získal přes dvacet divadelních a literárních cen, mj. ocenění European Circle za výjimečný přínos šíření evropských hodnot na poli kultury (2003). Je nejhranějším chorvatským dramatikem v zahraničí i jediným žijícím dramatikem v Evropě, kterému je věnován festival - slovenský Gavranfest.

## Život
Vystudoval dramaturgii na Divadelní, filmové a televizní akademii v Záhřebu (Akademija za kazalište, film i televiziju Zagreb). Poté se stal profesionálním spisovatelem a dramaturgem divadla Teatar & TD v Záhřebu (1986–1989). V letech 1989–1992 zde byl i ředitelem. Založil a v letech 1993–1996 vedl literární časopis Plima. Se svou ženou roku 2002 založil vlastní divadlo nazvané Teatar Gavran. Píše pro něj jednu premiérovou hru ročně.

## Dílo

### Romány
Zaboravljeni sin (Zapomenutý syn, 1989), Kako smo lomili noge (Jak jsme si lámali nohy, 1993), Muškarci i žene (Muži a ženy, 1995), Klara (1997), Margita ili Putovanje u prošli život (Margita aneb Výprava do minulého života, 1999), Judita (2001) či Krstitelj (Křtitel, 2002).

### Divadelní hry
Kreontova Antigona (1983), Urotnici (Spiklenci, 1984), Noć bogova (Noc bohů, 1986), Ljubavi Georgea Washingtona (Lásky George Washingtona, 1988), Čechov je Tolstoju rekao zbogom (Čechov řekl Tolstému sbohem, 1989), Muž moje žene (Muž mé ženy, 1991), Pacijent doktora Freuda (Pacient doktora Freuda, 1993), Shakespeare i Elizabeta (1994), Kad umire glumac (Když umírá herec, 1995), Deložacija (1995), Veseli četverokut (Veselý čtyřúhelník, 1995), Traži se novi suprug (Hledá se nový manžel, 1996), Povratak muža moje žene (Návrat muže mé ženy, 1996), Zaboravi Hollywood (Zapomeň na Hollywood, 1997), Otelo sa Suska (Othelo ze Susku, 1999), Sve o ženama (Vše o ženách, 2000), Hotel Babilon (2002), Vrijeme za komediju (Čas na komedii, 2002), Tajkuni (Podvodníci, 2002), Vozači za sva vremena ili Hercegovci za volanom (Řidiči do každého počasí aneb Hercegovinci za volantem, 2002).

### Próza pro mládež
Svašta u mojoj glavi (Lecos v mé hlavě, 1991), Kako je tata osvojio mamu (Jak táta získal mámu, 1994), Sretni dani (Šťastné dny, 1994) aj.